# HSD3B7
HSD3B7 (англ. Hydroxy-delta-5-steroid dehydrogenase, 3 beta- and steroid delta-isomerase 7) – білок, який кодується однойменним геном, розташованим у людей на 16-й хромосомі. Довжина поліпептидного ланцюга білка становить 369 амінокислот, а молекулярна маса — 41 016.
| 10         |  | 20         |  | 30         |  | 40         |  | 50         |
| ---------- |  | ---------- |  | ---------- |  | ---------- |  | ---------- |
| MADSAQAQKL |  | VYLVTGGCGF |  | LGEHVVRMLL |  | QREPRLGELR |  | VFDQHLGPWL |
| EELKTGPVRV |  | TAIQGDVTQA |  | HEVAAAVAGA |  | HVVIHTAGLV |  | DVFGRASPKT |
| IHEVNVQGTR |  | NVIEACVQTG |  | TRFLVYTSSM |  | EVVGPNTKGH |  | PFYRGNEDTP |
| YEAVHRHPYP |  | CSKALAEWLV |  | LEANGRKVRG |  | GLPLVTCALR |  | PTGIYGEGHQ |
| IMRDFYRQGL |  | RLGGWLFRAI |  | PASVEHGRVY |  | VGNVAWMHVL |  | AARELEQRAT |
| LMGGQVYFCY |  | DGSPYRSYED |  | FNMEFLGPCG |  | LRLVGARPLL |  | PYWLLVFLAA |
| LNALLQWLLR |  | PLVLYAPLLN |  | PYTLAVANTT |  | FTVSTDKAQR |  | HFGYEPLFSW |
| EDSRTRTILW |  | VQAATGSAQ  |  |            |  |            |  |            |

A: Аланін

C: Цистеїн

D: Аспарагінова кислота

E: Глутамінова кислота

F: Фенілаланін

G: Гліцин

H: Гістидин

I: Ізолейцин

K: Лізин

L: Лейцин

M: Метіонін

N: Аспарагін

P: Пролін

Q: Глутамін

R: Аргінін

S: Серин

T: Треонін

V: Валін

W: Триптофан

Кодований геном білок за функцією належить до оксидоредуктаз. 
Задіяний у такому біологічному процесі, як альтернативний сплайсинг. 
Білок має сайт для зв'язування з НАД. 
Локалізований у мембрані, ендоплазматичному ретикулумі.